# Siedmiu węgierskich wodzów

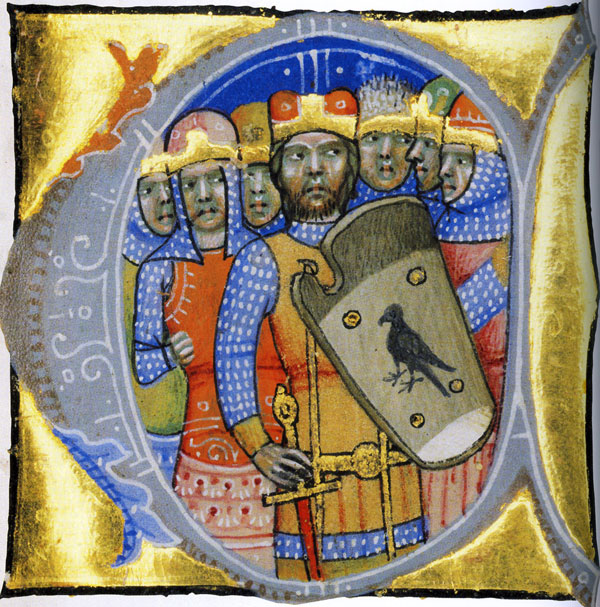
Inicjał z Kroniki Ilustrowanej z wizerunkiem wodzów na czele z Almoszem

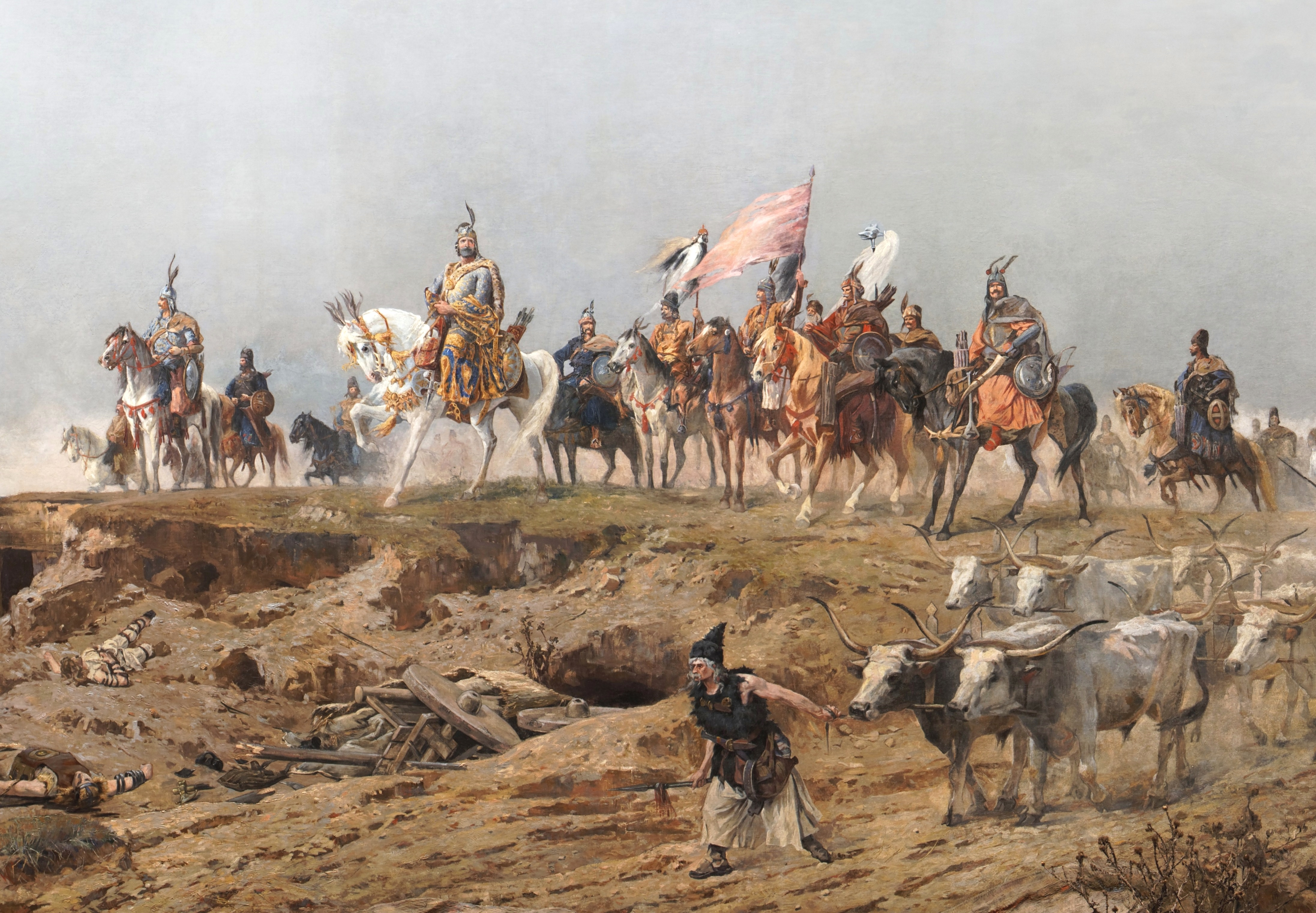
Fragment cykloramy Árpáda Feszty Przybycie Węgrów, przedstawiający siedmiu wodzów

Siedmiu węgierskich wodzów (węg. A hét vezér) − przywódcy siedmiu węgierskich plemion, które w 895 roku wkroczyły do Kotliny Panońskiej (Węgierskiej). Ich imiona są znane z kilku średniowiecznych źródeł, jednak nie ma pewności co do ich autentyczności.

## Według Anonymusa
Węgierski kronikarz Anonymus, autor Gesta Hungarorum, podaje imiona:
- Álmos, ojciec Árpáda
- Előd, ojciec Szabolcsa
- Kündü (Kend, Kond, Kund), ojciec Kurszána
- Ond, ojciec Etego
- Tas, ojciec Léla
- Huba
- Tétény (Töhötöm), ojciec Horki[1]

Większość historyków uważa listę za fałszywą, nie negując jednak historyczności umieszczonych powyżej postaci. Konstantyn VII Porfirogeneta nazywa natomiast Tasa prawnukiem Árpáda; powiązania rodzinne pomiędzy pierwszymi przywódcami węgierskimi pozostają wciąż niejasne.

## Według Szymona z Kéza
Węgierski kronikarz Szymon z Kéza podaje imiona:
- Árpád, syn Álmosa, wnuk Előda, prawnuk Ügyeka
- Szabolcs
- Gyula
- Örs
- Künd, ojciec Kusida i Kupiana
- Lél
- Vérbulcsú

Powyższa lista jest przez historyków uważana za mniej wiarygodną.